# François Sabatier

François Sabatier-Ungher in uno schizzo di Gustave Courbet (1854)

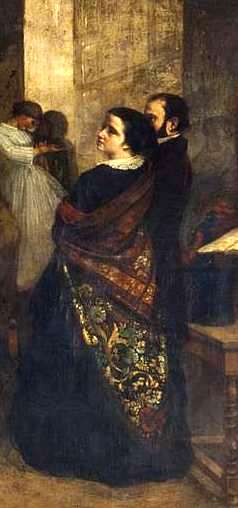
Possibile ritratto di Sabatier (in secondo piano) ne L'atelier del pittore di Courbet

François Sabatier (Montpellier, 2 luglio 1818 – Lunel-Viel, 1º dicembre 1891) è stato un filantropo, letterato e traduttore francese.

## Biografia
Suo padre era un ricco proprietario terriero della Linguadoca, morto poco prima della sua nascita, e perciò venne cresciuto da uno zio, l'abate Roques. Non molto tempo dopo aver iniziato i suoi studi in un collegio gesuita, dichiarò la sua intenzione di diventare scrittore e poeta, fuggendo a Parigi per perseguire il suo sogno. Arrivò lì nel 1833 e trovò incoraggiamento da Alfred de Vigny. Fece anche amicizie nel mondo dell'arte, tra cui Auguste Bouquet e Edmond Wagrez, con i quali sarebbe andato a Roma nel 1838. Lì fece amicizia con diversi artisti francesi che risiedevano a Villa Medici, in particolare Dominique Papety, e venne introdotto alla filosofia di Charles Fourier.
Durante questo viaggio, conobbe il soprano austriaco Caroline Ungher, famosa per aver aiutato Beethoven a riconoscere gli applausi alla prima della sua Nona Sinfonia. Si sposarono nel 1841 a Firenze. Dopo la luna di miele, viaggiando per la Germania, tornarono a Firenze e si stabilirono lì, a palazzo Alamanni. Gli amici artisti contribuirono ad aiutarli a decorare il loro nuovo appartamento.
Nel 1846, Sabatier e Papety intrapresero un viaggio di studio in Grecia, ma Sabatier tornò dopo aver saputo che il suo amico Bouquet era in fin di vita. Lui e Caroline ne adottarono la figlia, Louise, che più tardi avrebbe sposato lo storico italiano Michele Amari.
I moti francesi del 1848 e la promessa di stabilire un governo basato sui principi di Fourier, lo riportarono in Francia. Nel 1851 scrisse una recensione del Salon di quell'anno, accogliendo favorevolmente l'ascesa del Realismo e, in particolare, le opere di Gustave Courbet. Poco dopo sarebbe diventato uno dei patroni di Courbet e, successivamente, suo amico.
Dopo il colpo di stato del 1851, si ritirò nella sua tenuta, Le Tour de Farges, vicino a Lunel-Viel, accogliendo Courbet lì nel 1854. L'anno seguente, mentre viveva a Ornans, Courbet creò la sua grande tela, L'Atelier del pittore, che raffigura la modella Apollonie Sabatier (senza parentela con François), accanto a un uomo generalmente identificato come il suo amante, Alfred Mosselman, ma che potrebbe essere François. Nel 1857 Courbet tornò per una lunga visita a Le Tour, creando diversi paesaggi lì. Oltre a notabili del mondo dell'arte, furono suoi ospiti anche diverse figure politiche, tra cui il rivoluzionario tedesco Moritz Hartmann.
Dopo la morte di Caroline nel 1877, si risposò con Catherine Boll, di cui si sa poco. Nel testamento lasciò i suoi scritti al Musée Fabre e la sua collezione d'arte al Louvre. Fece anche una generosa donazione a una casa di riposo a Neuilly-sur-Seine, dove risiedeva uno dei suoi vecchi amici, lo scultore Auguste Ottin.
Tra le opere che tradusse dal tedesco ci sono: Die Grabmäler der Römischen Päpste di Ferdinand Gregorovius, il Guglielmo Tell di Friedrich von Schiller e il Faust di Goethe.